# Kanamarua boswellae
Kanamarua boswellae is een slakkensoort uit de familie van de Colubrariidae. De wetenschappelijke naam van de soort is voor het eerst geldig gepubliceerd in 1975 door Kilburn.